# The Raven Boys: La profecía del cuervo
The Raven Boys: La profecía del cuervo es una serie de cuatro novelas de fantasía contemporáneas escritas por la autora estadounidense Maggie Stiefvater. La primera novela, The Raven Boys, fue publicada por Scholastic en 2012, y el libro final, The Raven King, se publicó el 26 de abril de 2016..

## Sinopsis

### Los Chicos de Cuervo (The Raven Boys)
The Raven Cycle sigue la historia de Blue, Gansey, Adam, Ronan y Noah mientras intentan encontrar al rey galés durmiente Glendower. La historia comienza en The Raven Boys con una introducción a Blue y sus familiares psíquicos. Blue acompaña a Neeve, su media tía, a un reloj fantasma donde Neeve ve a los espíritus de las personas en Henrietta, Virginia, que morirán el próximo año. Al ver el espíritu de un niño llamado Gansey, Neeve le dice que ella lo amará o lo matará. Más tarde, Blue se encuentra con Gansey, Adam, Ronan y Noah mientras trabaja en un restaurante. Ella se entera de su búsqueda y, a pesar de una mala introducción, se une a ellos para encontrar a Glendower.

### Los Saqueadores de Sueños (The Dream Thieves)
El segundo libro en la saga, Los Saqueadores de Sueños, se centra en la habilidad de Ronan de sacar cosas de sus sueños. Un sicario llamado el Hombre Gris llega a Henrietta bajo los órdenes de un hombre llamado Greenmantle buscando algo llamado el Greywaren, el cual es el nombre que Cabeswater repetidamente llama Ronan. Mientras tanto, las líneas ley que rodean Cabeswater se están debilitando y Adam comienza a sufrir las consecuencias de su sacrificio.

### El Tercer Durmiente (Blue Lily, Lily Blue)
En el tercer libro de la serie, Blue Lily, Lily Blue, Persephone, un psíquico que vive con Blue, ayuda a Adam a aprender cómo arreglar las líneas de ley de la manera que Cabeswater ha pedido. Calla, otra psíquica, intenta contactar a Maura con sus habilidades pero se conecta con otra cosa. Maura se pasea por una cueva en busca de Artemus, el padre biológico de Blue, y se topa con un reflejo en el lago. Gansey, Blue, Adam y Ronan entran en una cueva en Cabeswater en un intento por encontrar a Maura, pero se quedan cortos, encontrando en su lugar una cueva de la que salen los cuervos. El viejo mentor de Gansey, el profesor Malory y su perro de servicio, vienen de Inglaterra y los niños tienen un nuevo maestro de latín, Colin Greenmantle. Blue y Gansey encuentran otra cueva en el patio trasero de un hombre llamado Jesse Dittley, que era uno de los espíritus que Neeve vio en el cementerio, y en un viaje de regreso encuentran a una mujer llamada Gwenllian, la hija de Glendower. Persephone muere en un intento de encontrar a Maura, y Adam y Ronan chantajean a Colin Greenmantle para que se vaya. La esposa de Greenmantle, Piper, contrata matones y va a la cueva de Jesse Dittley, donde mata a Dittley, captura al Hombre Gris y entra en la cueva. Los adolescentes regresan a la cueva de Cabeswater, donde encuentran esqueletos de animales que despiertan colectivamente, y Blue y Ronan encuentran un lago mágico. El azul cruza el lago y encuentra a Maura y Artemus. Piper entra con el Hombre Gris y uno de sus matones. Blue, Artemus, Maura y el Hombre Gris escapan, dejando a Piper y al gamberro en la cueva derrumbada, donde Neeve encuentra a Piper, que despierta a una criatura misteriosa.

### El Rey Cuervo (The Raven King)
La cuarta y última instalación de The Raven Cycle se titula The Raven King. Gansey, Adam, Ronan, Noah y Blue continúan su búsqueda para encontrar al rey galés Glendower. Mientras Piper despierta al tercer durmiente, un demonio con el poder de "deshacer", los niños y Blue compiten para salvar a Cabeswater

## Contexto
Gran parte de la historia tiene lugar en la ciudad ficticia de Henrietta, Virginia, que se encuentra directamente sobre una poderosa línea de ley. Adam, Ronan, Blue, Noah y Gansey vuelven repetidamente al misterioso Cabeswater, un bosque que existe en su tiempo y que habla al grupo en latín. Adam, Ronan y Gansey asisten a la escuela en la Academia Aglionby, una escuela para varones muy cara. El hogar de la infancia de Ronan se llama The Barns, y es donde descubre que su madre es una de las creaciones de los sueños de su padre. 300 Fox Way es el hogar de Blue y la multitud de mujeres psíquicas en Henrietta. Monmouth Manufacturing es el almacén abandonado y destripado en el que viven Gansey, Ronan y Noah, así como el lugar donde Malory y su perro de servicio permanecen durante su visita. Parte de la historia tiene lugar en las cuevas que se encuentran debajo de Cabeswater, donde supuestamente está durmiendo Glendower.

## Personajes importantes

### Blue Sargent
Blue Sargent es hija de un psíquico llamado Maura, y vive con ella y otras mujeres psíquicas en su hogar, 300 Fox Way. A pesar de no tener habilidades psíquicas propias, Blue puede amplificar la energía de otros psíquicos y seres sobrenaturales. Ella trabaja en un restaurante llamado Nino's y desea desesperadamente viajar por el mundo y ayudar a otros. Las mujeres psíquicas que viven con ella le han dicho que si alguna vez besa a su verdadero amor, él morirá.

### Maura Sargent
Maura es la madre psíquica de Blue y por lo general usa las cartas del Tarot para hacer sus lecturas. Ella usualmente usa sus pantalones vaqueros rotos, y tiene una inclinación por andar descalza. Ella nunca le ha dado órdenes a su hija, sin embargo todo cambia la Noche de San Marcos, en la que su hija, ve a un espíritu cerca de una iglesia.

### Richard "Dick" Campbell Gansey III
Llamado Gansey por sus amigos, Richard Campbell Gansey III es un estudiante de Aglionby que ha estado en un viaje para encontrar al rey galés durmiente Glendower que cree que le salvó la vida siete años antes. Viajó por todo el mundo y se pasó gran parte de su tiempo investigando para encontrarlo. Tras conocer a Blue Sargent, Gansey comienza a aproximarse cada vez más a este antiguo rey galés.

### Adam Parrish
Adam Parrish es un estudiante de Aglionby que lucha financieramente, pero no quiere la compasión de Gansey. Él vive con su madre y su padre abusivo en un remolque, sin embargo, harto de los abusos y de la caridad de Gansey, Adam tomará una serie de decisiones que cambiarán su vida para siempre.

### Ronan Lynch
Ronan Lynch es descrito como "peligroso como un tiburón y casi amigable". Cabeswater lo llama el Greywaren, que se revela como una persona que puede sacar cosas de sus sueños. Ronan usa esta habilidad para tratar de ayudar a despertar a su madre y al ganado del hogar de su infancia, todo lo cual son cosas que Niall Lynch sacó de sus propios sueños. Ayuda a Adam a crear pruebas falsas contra Greenmantle para chantajearlo y dejar a Henrietta. A partir de "The Raven King", está en una relación con Adam Parrish.

### Noah Czerny
Noah Czerny estudiaba en Aglionby, pero Barrington Whelk, el antiguo profesor de latín, lo utilizó como sacrificio en un intento fallido de despertar las líneas de ley. Depende de la energía de las líneas ley o Blue Sargent para mantenerse sustancioso. En el transcurso de la serie, se revela que su espíritu está decayendo y que necesita más energía para parecer normal.

### Colin Greenmantle
Colin Greenmantle es un coleccionista de artefactos misteriosos y el empleador del Hombre Gris. Envió al Hombre Gris a matar al padre de Ronan Lynch y luego envía al Hombre Gris a buscar al Greywaren. Él viene a Henrietta bajo el disfraz de la nueva maestra de latín de Aglionby para que pueda encontrar al propio Greywaren después de que el Hombre Gris lo traicione. Deja a Henrietta y regresa a Boston, dejando a su esposa Piper sola en la cueva de Jesse Dittley.

### El Hombre Gris (Sr. Gris)
El Hombre Gris es un asesino a sueldo contratado por Greenmantle inicialmente para robar algo llamado Greywaren. Mientras está en Henrietta, le gusta la ciudad y se enamora de la madre de Blue, Maura, a quien también le gusta. Deja a Henrietta para proteger a Ronan, pero regresa cuando descubre que Greenmantle regresó. Disfruta de la poesía anglosajona y ocasionalmente recita poemas de memoria a lo largo de la historia.

### Glendower
Glendower es el rey galés que supuestamente salvó la vida de Gansey siete años antes de que la historia tenga lugar. A lo largo de la historia, los personajes hablan y refieren a Glendower, aunque no interactúen directamente con él. Si los adolescentes encuentran a Glendower y lo despiertan, creen que les concederá un favor.

## Otros personajes

### El Psychics
En 300 Fox Way, una gran cantidad de psíquicos entran en juego, incluidos Orla, Neeve, Persephone, Calla y Jimi. Todas estas mujeres usan sus habilidades para ayudar al grupo de adolescentes a encontrar su camino a Glendower, así como a usar sus habilidades para ganarse la vida.

### Artemus
Uno de los seguidores de Glendower y el padre biológico de Blue. Blue nunca lo había conocido hasta que lo encontró y lo rescató de la cueva debajo de Cabeswater. En 300 Fox Way, se encierra en un armario porque le tiene miedo a Gwenllian.

### Gwenllian
Gwenllian es la hija de Glendower y se descubre boca abajo en un ataúd de piedra en la cueva de Jesse Dittley. Ella continuamente habla en acertijos y canta al azar. Ella y Blue se parecen en que no tienen habilidades psíquicas normales, sino que reflejan otras habilidades.

### Henry Cheng
Un estudiante de ascendencia coreana y china de Aglionby que es amigo de Gansey y más tarde se hace amigo de Blue. Ve a Blue y Gansey cuando están en un viaje nocturno juntos. Más tarde, él y Blue planean un viaje a Venezuela.

### Joseph Kavinsky
Conocido como Kavinsky, tiene el mismo poder que Ronan para sacar cosas de sus sueños. Él usa esta habilidad para robar sus sueños, mientras que Ronan pide cosas. A Kavinsky le gusta competir con Ronan y tiene un campo lleno de réplicas del mismo auto. Él usa su habilidad para sus propios propósitos egoístas y finalmente muere a causa de un dragón de fuego que tomó de un sueño.

### Jesse Dittley
Un personaje secundario, el nombre de Jesse Dittley está en la lista de personas que Neeve vio al principio de la historia en el cementerio que indica su muerte dentro de doce meses. Más tarde, Blue y Gansey se encuentran con él y lo convencen de que les permita explorar su cueva, aunque Dittley les dice que su familia está maldita por eso. En la cueva, encuentran a Gwenllian, y luego Dittley revela que extrañas criaturas han estado saliendo de la cueva, a veces entrando a la casa. Piper Greenmantle lo mata para entrar en la cueva.

### Piper Greenmantle
La esposa de Colin Greenmantle, primero parece ser una mujer que simplemente quiere ser entretenida. Cuando Colin la traslada a Henrietta, se interesa por los psíquicos y las cartas del Tarot y, finalmente, decide salir a buscar lo que vinieron a Henrietta. Ella misma contrata a dos matones y mata a Jesse Dittley, entrando en su cueva. Después de un derrumbe, ella se despierta y entra en una habitación donde una misteriosa criatura no humana está en una tumba y le dice que se despierte.

## Adaptación a televisión
El 10 de abril de 2017, se anunció que se está produciendo una adaptación televisiva de la serie, con Catherine Hardwicke adjunta para dirigir y producir, y Andrew Miller como su showrunner y será distribuido por Warner Bros. Domestic Television.